# Tractament tèrmic

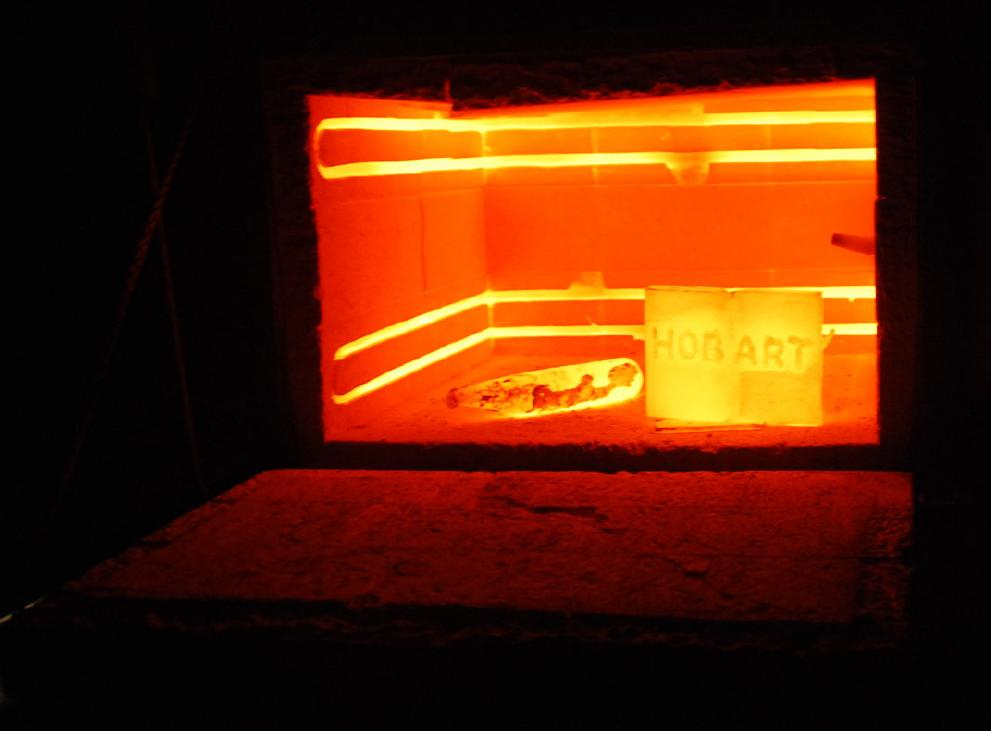
Forn de tractament tèrmic {(980 °C)

Un tractament tèrmic és qualsevol procés al que se sotmeten els metalls o altres sòlids per tal de millorar les seves propietats mecàniques, especialment la duresa, la resistència i la tenacitat. Els materials als quals s'aplica el tractament tèrmic són, bàsicament, l'acer i la fosa, formats per ferro i carboni. També s'apliquen tractaments tèrmics diversos als sòlids ceràmics.

## Propietats mecàniques
Les característiques mecàniques d'un material depenen tant de la seva composició química com de l'estructura cristal·lina que tingui. Els tractaments tèrmics modifiquen aquesta estructura cristal·lina sense alterar la composició química, donant als materials unes característiques mecàniques concretes, mitjançant un procés d'escalfaments i refredaments successius fins a aconseguir l'estructura cristal·lina desitjada.
Entre aquestes característiques hi ha:
- Resistència al desgast: és la resistència que ofereix un material a deixar-se erosionar quan està en contacte de fricció amb un altre material.
- Tenacitat: és la capacitat que té un material d'absorbir energia sense produir fissures (resistència a l'impacte).
- Maquinabilitat: és la facilitat que té un material de permetre el procés de mecanització per arrencada de ferritja.
- Duresa: és la resistència que ofereix un acer per deixar-se penetrar. Es mesura en l'escala de Brinell o l'escala de Brinell, mitjançant el test del mateix nom.

## Millora de les propietats a través del tractament tèrmic
Les propietats mecàniques dels aliatges d'un mateix metall, i en particular dels acers, resideix en la composició química de l'aliatge que els forma i el tipus de tractament tèrmic a què se'ls sotmet. Els tractaments tèrmics modifiquen l'estructura cristal·lina que formen els acers sense variar la composició química d'aquests.
Aquesta propietat de tenir diferents estructures de gra amb la mateixa composició química es diu polimorfisme i és la que justifica els tractaments tèrmics. Tècnicament el polimorfisme és la capacitat d'alguns materials de presentar diferents estructures cristal·lines, amb una única composició química, el diamant i el grafit són polimorfismes del carboni. La ferrita, l'austenita i la d-ferrita són polimorfismes del ferro. Aquesta propietat en un element químic pur s'anomena al·lotropia.

## Propietats mecàniques de l'acer
L'acer és un aliatge de ferro i carboni que conté altres elements d'aliatge, els quals li confereixen propietats mecàniques específiques per a la seva utilització en la indústria metalmecànica.
Els altres principals elements de composició són el crom, tungstè, manganès, níquel, vanadi, cobalt, molibdè, coure, sofre i fòsfor. A aquests elements químics que formen l'acer se'ls anomena components, i a les diferents estructures cristal·lines o combinació d'elles constituents.
Els elements constituents, segons el seu percentatge, ofereixen característiques específiques per a determinades aplicacions, com a eines, fulles, suports, etc. La diferència entre els diversos acers, tal com s'ha dit depèn tant de la composició química de l'aliatge d'aquests, com del tipus de tractament tèrmic a què se'ls sotmet.

## Tractaments tèrmics de l'acer

Tractaments tèrmics.

Diagrama ferro carboni a la zona dels acers

El tractament tèrmic d'un material és un dels passos fonamentals per tal que pugui assolir les propietats mecàniques per a les quals està creat. Aquest tipus de processos consisteixen en l'escalfament i refredament d'un metall en el seu estat sòlid per a canviar les seves propietats físiques. Amb el tractament tèrmic adequat es poden reduir els esforços interns, la mida del gra, incrementar la tenacitat o produir una superfície dura amb un interior dúctil. La clau dels tractaments tèrmics consisteix en les reaccions que es produeixen en el material, tant en els acers com en els aliatges no ferris, i tenen lloc durant el procés d'escalfament i refredament de les peces, amb unes pautes o temps establerts.
Per conèixer a quina temperatura s'ha d'elevar el metall perquè accepti un tractament tèrmic és recomanable comptar amb els diagrames de canvi de fases com el de ferro-ferro-carboni. En aquest tipus de diagrames s'especifiquen les temperatures en què succeeixen els canvis de fase (canvis d'estructura cristal·lina), depenent dels materials diluïts.
Els tractaments tèrmics han adquirit gran importància en la indústria en general, ja que amb les constants innovacions es van requerint metalls amb més resistències tant al desgast com a la tensió. Els principals tractaments tèrmics són:
- Tremp de l'acer: La seva finalitat és augmentar la duresa i la resistència de l'acer. Per a això, s'escalfa l'acer a una temperatura lleugerament més elevada que la crítica superior Ac (entre 900-950 °C) i es refreda després més o menys ràpidament (segons característiques de la peça) en un mitjà com aigua, oli, etcètera.
- Reveniment: Només s'aplica a acers prèviament trempats, per disminuir lleugerament els efectes del tremp, conservant part de la duresa i augmentar la tenacitat. El reveniment aconsegueix disminuir la duresa i resistència dels acers trempats, s'eliminen les tensions creades en el tremp i es millora la tenacitat, deixant a l'acer amb la duresa o resistència desitjada. Es distingeix bàsicament del tremp pel que fa a temperatura màxima i velocitat de refredament.
- Recuita: Consisteix bàsicament en un escalfament fins a temperatura de austenitització (800-925 °C) seguit d'un refredament lent. Amb aquest tractament s'aconsegueix augmentar l'elasticitat, mentre que disminueix la duresa. També facilita el mecanitzat de les peces en homogeneïtzar l'estructura, afinar el gra i estovar el material, eliminant l'acritud que produeix el treball en fred i les tensions internes.
- Normalització: Té com a objecte deixar un material en estat normal, és a dir, absència de tensions internes i amb una distribució uniforme del carboni. Se sol emprar com a tractament previ al tremp i al reveniment.

## Tractaments termoquímics de l'acer
Els tractaments termoquímics són tractaments tèrmics en què, a més dels canvis en l'estructura de l'acer, també es produeixen canvis en la composició química de la capa superficial, afegint diferents productes químics fins a una profunditat determinada. Aquests tractaments requereixen l'ús d'escalfament i refredament controlats en atmosferes especials.
Entre els objectius més comuns d'aquests tractaments estan augmentar la duresa superficial de les peces deixant el nucli més tou i tenaç, disminuir el fregament augmentant el poder lubrificant, augmentar la resistència al desgast, augmentar la resistència a fatiga o augmentar la resistència a la corrosió.
- Cementació (C): augmenta la duresa superficial d'una peça d'acer dolç, augmentant la concentració de carboni en la superfície. S'aconsegueix tenint en compte el medi o atmosfera que envolta el metall durant l'escalfament i refredament. El tractament aconsegueix augmentar el contingut de carboni de la zona perifèrica, obtenint després, per mitjà de tremps i reveniments, una gran duresa superficial, resistència al desgast i bona tenacitat en el nucli.
- Nitruració (N): igual que la cementació, augmenta la duresa superficial, encara que ho fa en major mesura, incorporant nitrogen en la composició de la superfície de la peça. S'aconsegueix escalfant l'acer a temperatures compreses entre 400 i 525 °C, dins d'un corrent de gas amoníac, més nitrogen.
- Cianuració (C+N): enduriment superficial de petites peces d'acer. S'utilitzen banys amb cianur, carbonat i cianat sòdic. S'apliquen temperatures entre 760 i 950 °C.
- Carbonitruració (C+N): igual que la cianuració, introdueix carboni i nitrogen en una capa superficial, però amb hidrocarburs com metà, età o propà; amoníac (NH  3 ) i monòxid de carboni (CO). En el procés calen temperatures de 650 a 850 °C i cal donar-li un tremp i un reveniment posterior.
- Sulfinització (S+N+C): augmenta la resistència al desgast per acció del sofre. El sofre es va incorporar al metall per escalfament a baixa temperatura (565 °C) en un bany de sals.

## Exemples de tractaments

### Enduriment de l'acer
El procés d'enduriment de l'acer consisteix en l'escalfament del metall de manera uniforme a la temperatura correcta (vegeu figura de temperatures per endurit de metalls) i després refredar-lo amb aigua, oli, aire o en una cambra refrigerada. L'enduriment produeix una estructura granular fina que augmenta la resistència a la tracció (tensió) i disminueix la ductilitat.
L'acer al carboni per a eines es pot endurir escalfant-lo fins a la seva temperatura crítica, la qual s'adquireix aproximadament entre els 790 i 830 °C, el qual s'identifica quan el metall adquireix el color vermell cirera brillant. Quan s'escalfa l'acer la perlita es combina amb la ferrita, el que produeix una estructura de gra fi anomenada austenita. Quan es refreda l'austenita de manera brusca amb aigua, oli o aire, es transforma en martensita, material que és molt dur i fràgil.

### Tremp i reveniment: Bonificat
Després que s'ha endurit l'acer és molt trencadís o fràgil el que impedeix el seu maneig, ja que es trenca amb el mínim cop a causa de la tensió interior generada pel procés d'enduriment. Per contrarestar la fragilitat es recomana el tremp de l'acer (en alguns textos a aquest procés s'anomena reveniment i a l'endurit tremp). Aquest procés fa més tenaç i menys trencadís l'acer encara que perd una mica de duresa. El procés consisteix a netejar la peça amb un abrasiu per després escalfar fins a la temperatura adequada (vegeu taula), per després refredar-la amb rapidesa en el mateix mitjà que es va utilitzar per endurir-la.
| Color        | Graus C | Tipus d'acers                |
| ------------ | ------- | ---------------------------- |
| Palla clar   | 220     | Eines com broques, machuelos |
| Palla mitjà  | 240     | Punxons daus i freses        |
| Palla obscur | 255     | Cisalles i martells          |
| Morat        | 270     | Arbres i cisells per a fusta |
| Blau fosc    | 300     | Ganivets i cisells per acer  |
| Light blue   | 320     | Tornavisos i ressorts        |

### Recuita
La recuita és el tractament tèrmic que, en general, té com a finalitat principal estovar l'acer, regenerar l'estructura d'acers sobreescalfat o simplement eliminar les tensions internes que segueixen a un treball en fred. (Refredament al forn).

#### Recuita de Regeneració
També anomenat normalitzat, té com a funció regenerar l'estructura del material produït per tremp o forja. S'aplica generalment als acers amb més del 0,6% de C, mentre que als acers amb menor percentatge de C només se'ls aplica per finaren i ordenar la seva estructura
 Exemple: 
Després d'un laminat en fred, on el gra queda allargat i sotmès a tensions, aquest tractament torna la microestructura al seu estat inicial.

#### Recuita de Globulització
Usat en acers hipoeutectoides per estovar després d'un anterior treball en fred. En general es desitja obtenir Globulització en peces com plaques primes que han de tenir alta embotició i baixa duresa.
Els valors més alts d'embotit en general estan associats amb la microestructura globulitzada que només s'obté en un rang entre els 650 i 700 graus Celsius. Temperatures per sobre de la crítica produeixen formació d'austenita que durant el refredament genera perlita, ocasionant un augment en la duresa no desitjat.
En general peces com les plaques per a botes de protecció han d'estar globulitzadas per així obtenir els doblecs necessaris per al seu ús i evitar trencament o esquerdament. Finalment són temperades per garantir la duresa.
És usat per als acers hipereutectoides, és a dir amb un percentatge major al 0,89% de C, per aconseguir la menor duresa possible que en qualsevol altre tractament, millorant la maquinabilitat de la peça. La temperatura de recuita està entre AC3 i AC1.

##### Exemple
L'estovament d'acers aliats per a eines de més de 0,8% de C.

#### Recuita de subcrític
Per a un acer al carboni hipoeutectoide:
La microestructura obtinguda en aquest tractament varia segons la temperatura de recuita. En general les que no excedeixin els 600 graus s'alliberaran tensions en el material i ocasionessen algun creixement de gra (si el material prèviament no va ser tremp). Generalment mostrant Ferrita-Perlita. Per sobre dels 600 i sota els 723 es parla de recuita de globulització, ja que no sobrepassa la temperatura crítica. En aquest cas no hi ha gra de perlita, els carburs s'esferoiditzen i la matriu es torna totalment ferrita.
Es fa servir per acers de forja o de laminació, per a això es fa servir una temperatura de recuita inferior a AC1, però molt propera. Mitjançant aquest procediment es destrueixen les tensions internes produïdes per la seva modelatge i mecanització. Comunament és usat per a acers aliats de gran resistència, en Cr-Ni, Cr-Mo, etcètera. Aquest procediment és molt més ràpid i senzill que els abans esmentats, el seu refredament és lent.

### Cementació
Consisteix en l'enduriment de la superfície externa de l'acer al baix carboni, quedant el nucli tou i dúctil. Com el carboni és el que genera la duresa en els acers en el mètode de cementat es té la possibilitat d'augmentar la quantitat de carboni en els acers de baix contingut de carboni abans de ser endurit. El carboni s'afegeix en escalfar l'acer a la seva temperatura crítica mentre es troba en contacte amb un material de carboni. Els tres mètodes de cementació més comuns són: embalatge per carburació, bany líquid i gas.

### Carburació per empaquetat
Aquest procediment consisteix a ficar el material d'acer amb baix contingut carbònic en una caixa tancada amb material carbonáceo i escalfar fins a 900-927 °C durant 4 a 6 hores. En aquest temps el carboni que es troba a la caixa penetra a la superfície de la peça a endurir. Com més temps es deixi a la peça a la caixa amb carboni de major profunditat serà la capa dura. Un cop calenta la peça a endurir a la temperatura adequada es refreda ràpidament en aigua o salmorra. Per evitar deformacions i disminuir la tensió superficial es recomana deixar refredar la peça en la caixa per a posteriorment treure i tornar-la a escalfar entre 800 i 845 °C (vermell cirera) i procedir al refredament per immersió. La capa endurida més utilitzada té un gruix de 0,38 mm, però es poden tenir gruixos de fins a 0,4 mm.

### Carburació en bany líquid
L'acer a cementar se submergeix en un bany de cianur de sodi líquid. També es pot utilitzar cianur de potassi però els seus vapors són molt perillosos. Es manté la temperatura a 845 °C durant 15 minuts a 1 hora, segons la profunditat que calgui. A aquesta temperatura l'acer absorbirà el carboni i el nitrogen del cianur. Després s'ha de refredar amb rapidesa a l'acer en aigua o salmorra. Amb aquest procediment s'aconsegueixen capes amb gruixos de 0,75 mm.

### Carburació amb gas
En aquest procediment s'utilitzen gasos carburants per a la cimentació. La peça d'acer amb baix contingut carbònic es col·loca en un tambor al qual s'introdueix gas per carburació com a derivats dels hidrocarburs o gas natural. El procediment consisteix a mantenir al forn, el gas i la peça entre 900 i 927 °C. després d'un temps predeterminat es talla el gas carburant i es deixa refredar el forn. Després es treu la peça i es reescalfa a 760 °C i es refreda amb rapidesa en aigua o salmorra. Amb aquest procediment s'aconsegueixen peces la capa dura té un gruix fins de 0,6 mm, però de manera regular no excedeixen de 0,7 mm.

### Carburació, cianurat i nitrur
Hi ha diversos procediments d'enduriment superficial amb la utilització del nitrogen i cianur als que per regular se'ls coneix com carbonitrurat o cianurat. En tots aquests processos amb l'ajut de les sals de cianur i de l'amoníac s'aconsegueixen superfícies dures com en els mètodes anteriors.